# Acroclisoides spilopterus
Acroclisoides spilopterus är en stekelart som först beskrevs av Masi 1917.  Acroclisoides spilopterus ingår i släktet Acroclisoides och familjen puppglanssteklar. Inga underarter finns listade i Catalogue of Life.